# Unión Hidalgo, Sabanilla
Unión Hidalgo är en ort i Mexiko.   Den ligger i kommunen Sabanilla och delstaten Chiapas, i den sydöstra delen av landet, 700 km öster om huvudstaden Mexico City. Unión Hidalgo ligger 658 meter över havet och antalet invånare är 912.
Terrängen runt Unión Hidalgo är huvudsakligen bergig, men åt nordväst är den kuperad. Terrängen runt Unión Hidalgo sluttar västerut. Runt Unión Hidalgo är det ganska tätbefolkat, med 111 invånare per kvadratkilometer. Närmaste större samhälle är Simojovel de Allende, 18,2 km söder om Unión Hidalgo. I omgivningarna runt Unión Hidalgo växer i huvudsak städsegrön lövskog.